# Lyktholmen

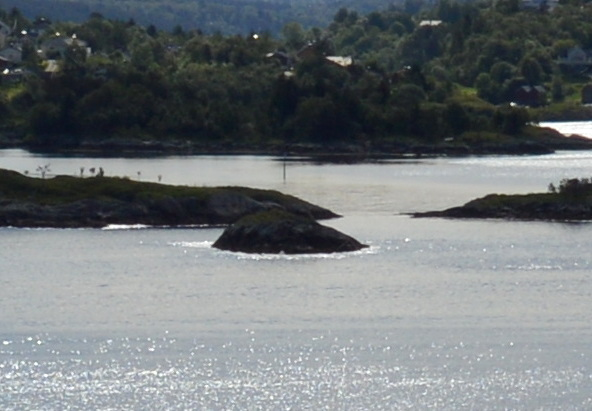
Lyktholmen

Lyktholmen ist eine unbewohnte Schäreninsel im Heissafjorden in Norwegen und gehört zur Gemeinde Sula der norwegischen Provinz Møre og Romsdal. 
Sie liegt nahe dem südlichen Ufer des Fjords, nördlich des Orts Langevåg. Nördlich der Insel führt die Schifffahrtsroute zum ebenfalls nahe gelegenen Hafen von Ålesund vorbei. Lyktholmen ist von weiteren Schären umgeben. Südwestlich liegt Langedraget, östlich Storholmen und südöstlich Notholmen.
Die felsige, praktisch vegetationsfreie Insel hat eine West-Ost-Ausdehnung von etwa 80 Metern bei einer Breite von bis ungefähr 20 Metern.